# Ceratobarys eulophus
Ceratobarys eulophus är en tvåvingeart som först beskrevs av Friedrich Hermann Loew 1872.  Ceratobarys eulophus ingår i släktet Ceratobarys och familjen fritflugor. Inga underarter finns listade i Catalogue of Life.